# Castillon-en-Couserans

Castillon-en-Couserans este o comună în departamentul Ariège din sudul Franței. În 1 ianuarie 2022 avea o populație de 433 de locuitori.